# Jozef Kukučka
Jozef Kukučka (1957. március 13. –) csehszlovák válogatott szlovák labdarúgó, hátvéd.

## Pályafutása

### Klubcsapatban
1979 és 1983 között a Plastika Nitra labdarúgója volt. 1983–84-ben a Rudá Hvězda Cheb, 1984 és 1986 között a Bohemians Praha csapatában szerepelt. 1986 és 1990 között a ZVL Považská Bystrica játékosa volt.

### A válogatottban
1981 és 1985 között hét alkalommal szerepelt a csehszlovák válogatottban. Tagja volt 1982-es spanyolországi világbajnokságon részt vevő csapatnak.

## Sikerei, díjai
Bohemians Praha
- Csehszlovák bajnokság
  - 2.: 1984–85